# Stowe, Lincolnshire
Stowe är en by i civil parish Barholm and Stowe, i distriktet South Kesteven, i grevskapet Lincolnshire, i England. Byn är belägen 8 km från Stamford. Stowe var en civil parish fram till 1931 när blev den en del av Barholm and Stowe, Langtoft och Market Deeping. Civil parish hade 19 invånare år 1921. Byn nämndes i Domedagsboken (Domesday Book) år 1086, och kallades då Estou.